# Le Gué-d'Alleré

Le Gué-d'Alleré este o comună în departamentul Charente-Maritime, Franța. În 1 ianuarie 2022 avea o populație de 1.040 de locuitori.